# Czechy na Letnich Igrzyskach Olimpijskich 2012
Czechy na Letnich Igrzyskach Olimpijskich 2012 reprezentowało 134 zawodników: 68 mężczyzn i 66 kobiety. Był to piąty start reprezentacji Czech na letnich igrzyskach olimpijskich.

## Zdobyte medale
| Medal  | Zawodnik                                             | Dyscyplina           | Konkurencja                                    | Rezultat                                                        |
| ------ | ---------------------------------------------------- | -------------------- | ---------------------------------------------- | --------------------------------------------------------------- |
| Złoto  | Jaroslav Kulhavý                                     | Kolarstwo górskie    | cross-contry mężczyzn                          | 1:29:07 h                                                       |
| Złoto  | Barbora Špotáková                                    | Lekkoatletyka        | rzut oszczepem kobiet                          | 69,55 m                                                         |
| Złoto  | David Svoboda                                        | Pięciobój nowoczesny | mężczyźni indywidualnie                        | 5928 pkt                                                        |
| Złoto  | Miroslava Knapková                                   | Wioślarstwo          | jedynki kobiet                                 | 7:54,37 min                                                     |
| Srebro | Vavřinec Hradilek                                    | Kajakarstwo górskie  | K-1 mężczyzn                                   | 94,78 pkt                                                       |
| Srebro | Andrea Hlaváčková, Lucie Hradecká                    | Tenis ziemny         | gra podwójna kobiet                            | w finale uległy Amerykankom Serena Williams, Venus Williams 2:0 |
| Srebro | Ondřej Synek                                         | Wioślarstwo          | jedynki mężczyzn                               | 6:59,37 min                                                     |
| Brąz   | Daniel Havel, Lukáš Trefil, Josef Dostál, Jan Štĕrba | Kajakarstwo          | K-4 1000 m mężczyzn                            | 2:55,850 min                                                    |
| Brąz   | Zuzana Hejnová                                       | Lekkoatletyka        | bieg na 400 m przez płotki                     | 53,38 s                                                         |
| Brąz   | Adéla Sýkorová                                       | Strzelectwo          | karabin małokalibrowy trzy postawy 50 m kobiet | 683,0 pkt                                                       |

## Skład kadry

### Badminton
Mężczyźni
| Zawodnik    | Konkurencja    | Faza grupowa       | Faza grupowa      | Faza grupowa | Eliminacje        | Ćwierćfinał       | Półfinał          | Finał             | Finał   |
| Zawodnik    | Konkurencja    | Przeciwnik Punkty  | Przeciwnik Punkty | Miejsce      | Przeciwnik Punkty | Przeciwnik Punkty | Przeciwnik Punkty | Przeciwnik Punkty | Miejsce |
| ----------- | -------------- | ------------------ | ----------------- | ------------ | ----------------- | ----------------- | ----------------- | ----------------- | ------- |
| Petr Koukal | gra pojedyncza | Taufik Hidayat 0-2 | Pablo Abián 1-2   | 3.           |                   |                   |                   |                   | 33.     |

Kobiety
| Zawodniczka       | Konkurencja    | Faza grupowa         | Faza grupowa         | Faza grupowa | Eliminacje           | Ćwierćfinał          | Półfinał             | Finał                | Finał   |
| Zawodniczka       | Konkurencja    | Przeciwniczka Punkty | Przeciwniczka Punkty | Miejsce      | Przeciwniczka Punkty | Przeciwniczka Punkty | Przeciwniczka Punkty | Przeciwniczka Punkty | Miejsce |
| ----------------- | -------------- | -------------------- | -------------------- | ------------ | -------------------- | -------------------- | -------------------- | -------------------- | ------- |
| Kristína Gavnholt | gra pojedyncza | Juliane Schenk 0-2   | Łarysa Hryha 2-1     | 2.           |                      |                      |                      |                      | 17.     |

### Boks
Mężczyźni
| Zawodnik       | Konkurencja | 1/16                            | 1/8              | Ćwierćfinał      | Półfinał         | Finał            | Finał   |
| Zawodnik       | Konkurencja | Przeciwnik Wynik                | Przeciwnik Wynik | Przeciwnik Wynik | Przeciwnik Wynik | Przeciwnik Wynik | Miejsce |
| -------------- | ----------- | ------------------------------- | ---------------- | ---------------- | ---------------- | ---------------- | ------- |
| Zdeněk Chládek | 64 kg       | Uranczimegijn Mönch-Erden 12-20 |                  |                  |                  |                  | 17.     |

### Gimnastyka
Mężczyźni
| Zawodnik       | Konkurencje            | Konkurencje            | Konkurencje     | Konkurencje     | Konkurencje                 | Konkurencje                 | Konkurencje          | Konkurencje          | Konkurencje            | Konkurencje            | Konkurencje         | Konkurencje         | Konkurencje | Konkurencje | Konkurencje        | Konkurencje        |
| Zawodnik       | Wielobój indywidualnie | Wielobój indywidualnie | Ćwiczenia wolne | Ćwiczenia wolne | Ćwiczenia na koniu z łękami | Ćwiczenia na koniu z łękami | Ćwiczenia na kółkach | Ćwiczenia na kółkach | Ćwiczenia na poręczach | Ćwiczenia na poręczach | Ćwiczenia na drążku | Ćwiczenia na drążku | Skoki       | Skoki       | Wielobój drużynowy | Wielobój drużynowy |
| Zawodnik       | Wynik                  | Pozycja                | Wynik           | Pozycja         | Wynik                       | Pozycja                     | Wynik                | Pozycja              | Wynik                  | Pozycja                | Wynik               | Pozycja             | Wynik       | Pozycja     | Wynik              | Pozycja            |
| -------------- | ---------------------- | ---------------------- | --------------- | --------------- | --------------------------- | --------------------------- | -------------------- | -------------------- | ---------------------- | ---------------------- | ------------------- | ------------------- | ----------- | ----------- | ------------------ | ------------------ |
| Martin Konečný | 83,031                 | 34.                    | 14,266          | 44.             | 12,900                      | 51.                         | 13,166               | 66.                  | 13,733                 | 57.                    | 14,100              | 38.                 | 14,866      | 62.         |                    |                    |

Kobiety
| Zawodniczka       | Wynik                  | Wynik                  | Wynik           | Wynik           | Wynik                  | Wynik                  | Wynik                   | Wynik                   | Wynik  | Wynik   | Wynik              | Wynik              |
| Zawodniczka       | Wielobój indywidualnie | Wielobój indywidualnie | Ćwiczenia wolne | Ćwiczenia wolne | Ćwiczenia na poręczach | Ćwiczenia na poręczach | Ćwiczenia na równoważni | Ćwiczenia na równoważni | Skoki  | Skoki   | Wielobój drużynowy | Wielobój drużynowy |
| Zawodniczka       | Wynik                  | Pozycja                | Wynik           | Pozycja         | Wynik                  | Pozycja                | Wynik                   | Pozycja                 | Wynik  | Pozycja | Wynik              | Pozycja            |
| ----------------- | ---------------------- | ---------------------- | --------------- | --------------- | ---------------------- | ---------------------- | ----------------------- | ----------------------- | ------ | ------- | ------------------ | ------------------ |
| Kristýna Palešová | 50,599                 | 47.                    | 12,966          | 55.             | 14,133                 | 25.                    | 9,700                   | 83.                     | 13,800 | 45.     |                    |                    |

#### Skoki na trampolinie
Kobiety
| Zawodnik         | Konkurencja | Eliminacje                     | Eliminacje                 | Eliminacje        | Eliminacje         | Eliminacje | Finał            | Finał             | Finał       | Finał        | Finał           | Finał   |
| Zawodnik         | Konkurencja | Eliminacje – Układ obowiązkowy | Eliminacje – Układ dowolny | Eliminacje – Kara | Eliminacje – Razem | Pozycja    | Finał – Trudność | Finał – Wykonanie | Finał – Lot | Finał – Kara | Finał – Łącznie | Pozycja |
| Zawodnik         | Konkurencja | Punkty                         | Punkty                     | Punkty            | Punkty             | Pozycja    | Punkty           | Punkty            | Punkty      | Punkty       | Punkty          | Pozycja |
| ---------------- | ----------- | ------------------------------ | -------------------------- | ----------------- | ------------------ | ---------- | ---------------- | ----------------- | ----------- | ------------ | --------------- | ------- |
| Zita Frydrychová | kobiety     | 44,345                         | 32,215                     |                   | 76,560             | 15.        |                  |                   |             |              |                 | 15.     |

### Judo
Mężczyźni
| Zawodnik      | Konkurencja | 1/32             | 1/16                   | 1/8                      | Ćwierćfinał                  | Półfinał         | Pierwsza runda repasaży | Półfinał repasaży | Finał            | Finał   |
| Zawodnik      | Konkurencja | Przeciwnik Wynik | Przeciwnik Wynik       | Przeciwnik Wynik         | Przeciwnik Wynik             | Przeciwnik Wynik | Przeciwnik Wynik        | Przeciwnik Wynik  | Przeciwnik Wynik | Pozycja |
| ------------- | ----------- | ---------------- | ---------------------- | ------------------------ | ---------------------------- | ---------------- | ----------------------- | ----------------- | ---------------- | ------- |
| Jaromir Ježek | −73 kg      |                  | Aleni Smith 0100 -0000 | Wang Ki-Chun 0001- 0010  |                              |                  |                         |                   |                  | 9.      |
| Jaromir Musil | −81 kg      |                  | Sergiu Toma 0001- 1000 |                          |                              |                  |                         |                   |                  | 17.     |
| Lukáš Krpálek | −100 kg     |                  |                        | Takamasa Anai 1001 -0000 | Tagir Chajbułajew 0011- 1000 |                  | Henk Grol 0000- 1010    |                   |                  | 7.      |

### Kajakarstwo
Mężczyźni
| Zawodnik                                          | Konkurencja | Eliminacje | Eliminacje | Półfinały | Półfinały | Finał A/B | Finał A/B | Pozycja |
| Zawodnik                                          | Konkurencja | Czas       | Pozycja    | Czas      | Pozycja   | Czas      | Pozycja   | Pozycja |
| ------------------------------------------------- | ----------- | ---------- | ---------- | --------- | --------- | --------- | --------- | ------- |
| Jaroslav Radoň Filip Dvořák                       | C-2 1000m   | 3:38,711   | 4.         | 3:37,839  | 3.        | 3:37,219  | 5. (A)    | 5.      |
| Daniel Havel Lukáš Trefil Josef Dostál Jan Štěrba | K-4 500m    | 2:54,267   | 2.         | 2:53,984  | 3.        | 2:55,850  | 3. (A)    | brąz    |

### Kajakarstwo górskie
Mężczyźni
| Zawodnik          | Konkurencja | Eliminacje | Eliminacje | Eliminacje | Eliminacje | Eliminacje | Eliminacje | Półfinały | Półfinały | Finał  | Finał   | Pozycja |
| Zawodnik          | Konkurencja | P 1        | M.         | P 2        | M.         | Razem      | M.         | Czas      | Miejsce   | Czas   | Miejsce | Pozycja |
| ----------------- | ----------- | ---------- | ---------- | ---------- | ---------- | ---------- | ---------- | --------- | --------- | ------ | ------- | ------- |
| Vavřinec Hradílek | K-1         | 87,44      | 2.         | 87,66      | 2.         | 87,44      | 3.         | 99,58     | 8.        | 94,78  | 2.      | srebro  |
| Stanislav Ježek   | C-1         | 94,09      | 4.         | 206,82     | 16.        | 94,09      | 9.         | 104,37    | 7.        | 105,73 | 5.      | 5.      |

Kobiety
| Zawodnik            | Konkurencja | Eliminacje | Eliminacje | Eliminacje | Eliminacje | Eliminacje | Eliminacje | Półfinały | Półfinały | Finał  | Finał   | Pozycja |
| Zawodnik            | Konkurencja | P 1        | M.         | P 2        | M.         | Razem      | M.         | Czas      | Miejsce   | Czas   | Miejsce | Pozycja |
| ------------------- | ----------- | ---------- | ---------- | ---------- | ---------- | ---------- | ---------- | --------- | --------- | ------ | ------- | ------- |
| Štěpánka Hilgertová | K-1         | 101,50     | 3.         | 100,75     | 3.         | 100,75     | 5.         | 114,10    | 9.        | 109,16 | 4.      | 4.      |

### Kolarstwo

#### Kolarstwo szosowe
| Zawodnik        | Konkurencja                    | Czas    | Pozycja |
| --------------- | ------------------------------ | ------- | ------- |
| Roman Kreuziger | wyścig ze startu wspólnego (m) | 5:46:05 | 15.     |
| Jan Bárta       | wyścig ze startu wspólnego (m) | 5:46:37 | 75.     |

#### Kolarstwo górskie
| Zawodnik         | Konkurencja       | Czas    | Pozycja |
| ---------------- | ----------------- | ------- | ------- |
| Kateřina Nash    | cross-country (k) | 1:36;22 | 14.     |
| Jaroslav Kulhavý | cross-country (m) | 1:29:07 | złoto   |
| Jan Škarnitzl    | cross-country (m) | 1:31:48 | 12.     |
| Ondřej Cink      | cross-country (m) | 1:32:16 | 14.     |

#### Kolarstwo torowe
Sprint
| Zawodnik      | Konkurencja       | Kwalifikacje  | Runda 1                | Runda 2         | Repazaże                              | Ćwierćfinały    | Półfinały       | Finał           | Finał   |
| Zawodnik      | Konkurencja       | Time Speed    | Przeciwnik Czas        | Przeciwnik Czas | Przeciwnik Czas                       | Przeciwnik Czas | Przeciwnik Czas | Przeciwnik Czas | Pozycja |
| ------------- | ----------------- | ------------- | ---------------------- | --------------- | ------------------------------------- | --------------- | --------------- | --------------- | ------- |
| Pavel Kelemen | indywidualnie (m) | 10,311 69,828 | Hersony Canelón 10,840 | Jimmy Watkins   | Bernard Esterhuizen Robert Förstemann |                 |                 |                 | 10.     |

Keirin
| Zawodnik     | Konkurencja | Runda 1 | Repesaż | Runda 2 | Finał   | Pozycja |
| Zawodnik     | Konkurencja | Pozycja | Pozycja | Pozycja | Pozycja | Pozycja |
| ------------ | ----------- | ------- | ------- | ------- | ------- | ------- |
| Denis Špička | mężczyźni   | 5.      | 6.      |         |         | 17.     |

#### Kolarstwo BMX
Kobiety
| Zawodniczka       | Konkurencja | Eliminacje | Eliminacje | Półfinał | Półfinał | Finał | Finał   |
| Zawodniczka       | Konkurencja | Wynik      | Miejsce    | Wynik    | Miejsce  | Wynik | Miejsce |
| ----------------- | ----------- | ---------- | ---------- | -------- | -------- | ----- | ------- |
| Aneta Hladíková   | kobiety     | 40,846 s   | 10.        | 16 pkt   | 5.       |       |         |
| Romana Labounková | kobiety     | 41,096 s   | 11.        | 17 pkt   | 6.       |       |         |

### Koszykówka
Turniej kobiet
- Reprezentacja kobiet

| - Jana Veselá - Michaela Zrůstová - Kateřina Bartoňová - Kateřina Zohnová - Ilona Burgrová - Hana Horáková-Machová |  | - Alena Hanušová - Kateřina Elhotová - Lenka Bartáková - Petra Kulichová - Tereza Pecková - Eva Vítečková |

Grupa A
| Drużyna           | M | W | P | Pkt+ | Pkt- | bilans | Pkt |
| ----------------- | - | - | - | ---- | ---- | ------ | --- |
| Stany Zjednoczone | 5 | 5 | 0 | 462  | 279  | 183    | 10  |
| Turcja            | 5 | 4 | 1 | 343  | 316  | 27     | 9   |
| Chiny             | 5 | 3 | 2 | 346  | 363  | −17    | 8   |
| Czechy            | 5 | 2 | 3 | 346  | 332  | 14     | 7   |
| Chorwacja         | 5 | 1 | 4 | 324  | 379  | −55    | 6   |
| Angola            | 5 | 0 | 5 | 243  | 395  | −152   | 5   |

| 28 lipca 20129:00 | Chiny                                          | 66:57(20:16, 16:13, 15:15, 15:13) | Czechy                                                   | Basketball Arena, Londyn |
| 28 lipca 20129:00 | Pkt:Ma Zangyu 16 Zb:Chen Nan 8 As:Miao Lijie 8 | 66:57(20:16, 16:13, 15:15, 15:13) | Pkt:Eva Vítečková 14 Zb:Hana Horáková 9 As:3 zawodniczki | Basketball Arena, Londyn |

| 30 lipca 201210:15 | Czechy                                                                              | 57:61(8:13, 13:20, 18:12, 18:16) | Turcja                                                            | Basketball Arena, Londyn |
| 30 lipca 201210:15 | Pkt:Jana Veselá 19 Zb:trzy zawodniczki 6 As:Kateřina Bartoňová, Kateřina Elhotová 4 | 57:61(8:13, 13:20, 18:12, 18:16) | Pkt:trzy zawodniczki 11 Zb:Nevriye Yılmaz 13 As:Birsel Vardarlı 4 | Basketball Arena, Londyn |

| 1 sierpnia 201219:00 | Chorwacja                                                  | 70:89(19:22, 20:23, 21:12, 10:32) | Czechy                                                        | Basketball Arena, Londyn |
| 1 sierpnia 201219:00 | Pkt:Sandra Mandir 20 Zb:Sandra Mandir 6 As:Sandra Mandir 3 | 70:89(19:22, 20:23, 21:12, 10:32) | Pkt:Kateřina Elhotová 20 Zb:Hana Horáková 10 As:Jana Veselá 7 | Basketball Arena, Londyn |

| 3 sierpnia 201221:15 | Czechy                                                               | 61:88(26:24, 12:24, 9:22, 14:18) | Stany Zjednoczone                                     | Basketball Arena, Londyn |
| 3 sierpnia 201221:15 | Pkt:Michaela Zrůstová 15 Zb:Tereza Pecková 6 As:Kateřina Bartoňová 3 | 61:88(26:24, 12:24, 9:22, 14:18) | Pkt:Diana Taurasi 18 Zb:Tina Charles 14 As:Sue Bird 9 | Basketball Arena, Londyn |

| 5 sierpnia 201212:15 | Angola                                                                            | 47:82(18:23, 7:17, 10:18, 12:24) | Czechy                                                             | Basketball Arena, Londyn |
| 5 sierpnia 201212:15 | Pkt:Nacissela Mauricio 18 Zb:Fineza Eusebio, Sonia Guadalupe 2 As:Nadir Manuel 11 | 47:82(18:23, 7:17, 10:18, 12:24) | Pkt:Michaela Zrustova 20 Zb:Katerina Elhotova 4 As:Hana Horáková 9 | Basketball Arena, Londyn |

#### Ćwierćfinał
| 7 sierpnia 201223:15 | Francja                                                     | 71:68(16:12, 12:16, 13:23, 30:17) | Czechy                                                     | The O2 Arena, Londyn |
| 7 sierpnia 201223:15 | Pkt:Céline Dumerc 23 Zb:Sandrine Gruda 7 As:Céline Dumerc 6 | 71:68(16:12, 12:16, 13:23, 30:17) | Pkt:Eva Vítečková 17 Zb:Hana Horáková 5 As:Hana Horáková 7 | The O2 Arena, Londyn |

### Lekkoatletyka
Mężczyźni
Konkurencje biegowe
| Zawodnik       | Konkurencja        | Eliminacje | Eliminacje | Ćwierćfinał | Ćwierćfinał | Półfinał | Półfinał | Finał   | Finał   |
| Zawodnik       | Konkurencja        | Wynik      | Miejsce    | Wynik       | Miejsce     | Wynik    | Miejsce  | Wynik   | Miejsce |
| -------------- | ------------------ | ---------- | ---------- | ----------- | ----------- | -------- | -------- | ------- | ------- |
| Jan Kreisinger | maraton            |            |            |             |             |          |          | 2:25:03 | 67.     |
| Josef Prorok   | 400 m przez płotki | 50,33      | 7.         |             |             |          |          |         |         |
| Pavel Maslák   | 200 m              | 20,67      | 4.         |             |             |          |          |         |         |
| Pavel Maslák   | 400 m              | 44,91      | 2.         |             |             | 45,15    | 5.       |         |         |
| Jakub Holuša   | 800 m              | 1:46,87    | 4.         |             |             |          |          |         |         |

Konkurencje techniczne
| Zawodnik         | Konkurencja    | Kwalifikacje | Kwalifikacje | Finał | Finał   |
| Zawodnik         | Konkurencja    | Wynik        | Miejsce      | Wynik | Miejsce |
| ---------------- | -------------- | ------------ | ------------ | ----- | ------- |
| Antonín Žalský   | pchnięcie kulą | 19,62        | 23.          |       |         |
| Štepán Wagner    | skok w dal     | 7,50         | 30.          |       |         |
| Roman Novotný    | skok w dal     | 6,96         | 38.          |       |         |
| Vítězslav Veselý | rzut oszczepem | 88,34        | 1.           | 83,34 | 4.      |
| Jakub Vadlejch   | rzut oszczepem | 77,61        | 25.          |       |         |
| Petr Frydrych    | rzut oszczepem | 75,46        | 34.          |       |         |
| Lukáš Melich     | rzut młotem    | 75,88        | 9.           | 77,17 | 6.      |
| Jaroslav Bába    | skok wzwyż     | 2,21         | 21.          |       |         |
| Jan Kudlička     | skok o tyczce  | 5,50         | 9.           | 5,65  | 8.      |

| Zawodnik     | Konkurencje   | Konkurencje                | Wyniki                   | Punkty                   | Miejsce                  |
| ------------ | ------------- | -------------------------- | ------------------------ | ------------------------ | ------------------------ |
| Roman Šebrle | dziesięciobój | bieg 100 m                 | 11,54                    | 744                      | 31.                      |
| Roman Šebrle | dziesięciobój | skok w dal                 | nie wystartował          | nie wystartował          | nie wystartował          |
| Roman Šebrle | dziesięciobój | pchnięcie kulą             | nie wystartował          | nie wystartował          | nie wystartował          |
| Roman Šebrle | dziesięciobój | skok wzwyż                 | nie wystartował          | nie wystartował          | nie wystartował          |
| Roman Šebrle | dziesięciobój | bieg 400 m                 | nie wystartował          | nie wystartował          | nie wystartował          |
| Roman Šebrle | dziesięciobój | bieg na 110 m przez płotki | nie wystartował          | nie wystartował          | nie wystartował          |
| Roman Šebrle | dziesięciobój | rzut dyskiem               | nie wystartował          | nie wystartował          | nie wystartował          |
| Roman Šebrle | dziesięciobój | skok o tyczce              | nie wystartował          | nie wystartował          | nie wystartował          |
| Roman Šebrle | dziesięciobój | rzut oszczepem             | nie wystartował          | nie wystartował          | nie wystartował          |
| Roman Šebrle | dziesięciobój | bieg na 1500 m             | nie wystartował          | nie wystartował          | nie wystartował          |
| Roman Šebrle | dziesięciobój | Finał                      | nie ukończył konkurencji | nie ukończył konkurencji | nie ukończył konkurencji |

Kobiety
Konkurencje biegowe
| Zawodnik                                                          | Konkurencja        | Eliminacje | Eliminacje | Ćwierćfinał | Ćwierćfinał | Półfinał | Półfinał | Finał   | Finał   |
| Zawodnik                                                          | Konkurencja        | Wynik      | Miejsce    | Wynik       | Miejsce     | Wynik    | Miejsce  | Wynik   | Miejsce |
| ----------------------------------------------------------------- | ------------------ | ---------- | ---------- | ----------- | ----------- | -------- | -------- | ------- | ------- |
| Ivana Sekyrová                                                    | maraton            |            |            |             |             |          |          | 2:37:14 | 67.     |
| Tereza Čapková                                                    | 1500 m             | 4:12,15    | 12.        |             |             |          |          |         |         |
| Kateřina Čechová                                                  | 100 m              | 11,43      | 5.         |             |             |          |          |         |         |
| Lenka Masná                                                       | 800 m              | 2:08,68    | 5.         |             |             |          |          |         |         |
| Lucie Škrobáková                                                  | 100 m przez płotki | 13,01      | 3.         |             |             | 12,81    | 5.       |         |         |
| Zuzana Hejnová                                                    | 400 m przez płotki | 53,96      | 1.         |             |             | 53,62    | 2.       | 53,38   | brąz    |
| Denisa Rosolová                                                   | 400 m przez płotki | 55,42      | 5.         |             |             | 54,87    | 3.       | 55,27   | 7.      |
| Denisa Rosolová Zuzana Bergrová Jitka Bartoničková Zuzana Hejnová | 4 × 400 m          | 3:26,20    | 4.         |             |             |          |          | 3:27,77 | 7.      |
| Lucie Pelantova                                                   | chód 20 km         |            |            |             |             |          |          | 1:33:35 | 35.     |

Konkurencje techniczne
| Zawodniczka               | Konkurencja    | Kwalifikacje | Kwalifikacje | Finał | Finał   |
| Zawodniczka               | Konkurencja    | Wynik        | Miejsce      | Wynik | Miejsce |
| ------------------------- | -------------- | ------------ | ------------ | ----- | ------- |
| Oldřiška Marešová         | skok wzwyż     | 1,80         | 29.          |       |         |
| Kateřina Šafránková       | rzut młotem    | 66,16        | 31.          |       |         |
| Barbora Špotáková         | rzut oszczepem | 66,19        | 1.           | 69,55 | złoto   |
| Jarmila Klimešová         | rzut oszczepem | 59,90        | 14.          |       |         |
| Jiřina Ptáčníková         | skok o tyczce  | 4,55         | 12.          | 4,45  | 6.      |
| Věra Pospíšilová-Cechlová | rzut dyskiem   | 55,00        | 34.          |       |         |

| Zawodniczka      | Konkurencja | Konkurencja                | Wyniki  | Punkty | Miejsce |
| ---------------- | ----------- | -------------------------- | ------- | ------ | ------- |
| Eliška Klučinová | siedmiobój  | bieg na 100 m przez płotki | 14,01   | 977    | 33.     |
| Eliška Klučinová | siedmiobój  | skok wzwyż                 | 1,80    | 978    | 25.     |
| Eliška Klučinová | siedmiobój  | pchnięcie kulą             | 12,93   | 723    | 27.     |
| Eliška Klučinová | siedmiobój  | bieg 200 m                 | 25,00   | 887    | 27.     |
| Eliška Klučinová | siedmiobój  | skok w dal                 | 6,13    | 890    | 23.     |
| Eliška Klučinová | siedmiobój  | rzut oszczepem             | 45,65   | 776    | 21.     |
| Eliška Klučinová | siedmiobój  | bieg na 800 m              | 2:16,08 | 878    | 18.     |
| Eliška Klučinová | siedmiobój  | Finał                      |         | 6109   | 18.     |

### Pięciobój nowoczesny
| Zawodnik        | Konkurencja | Szermierka | Szermierka | Szermierka | Pływanie | Pływanie | Pływanie | Jazda konna | Jazda konna | Jazda konna | Kombinacja: strzelanie/bieg przełajowy | Kombinacja: strzelanie/bieg przełajowy | Kombinacja: strzelanie/bieg przełajowy | Suma punktów | Pozycja |
| Zawodnik        | Konkurencja | Wynik      | M.         | Punkty     | Czas     | M.       | Punkty   | Kary        | M.          | Punkty      | Czas                                   | M.                                     | Punkty                                 | Suma punktów | Pozycja |
| --------------- | ----------- | ---------- | ---------- | ---------- | -------- | -------- | -------- | ----------- | ----------- | ----------- | -------------------------------------- | -------------------------------------- | -------------------------------------- | ------------ | ------- |
| David Svoboda   | mężczyźni   | 26-9       | 1.         | 1024       | 2:04,84  | 17.      | 1304     | 68          | 16.         | 1132        | 10:33,02                               | 6.                                     | 2468                                   | 5928         | złoto   |
| Ondřej Polívka  | mężczyźni   | 12-22      | 34.        | 688        | 2:02,71  | 10.      | 1328     | 64          | 15.         | 1136        | 10:25,99                               | 4.                                     | 2500                                   | 5652         | 15.     |
| Natalie Dianová | kobiety     | 17-18      | 19.        | 808        | 2:13,78  | 7.       | 1196     | 144         | 28.         | 1056        | 12;33,61                               | 23.                                    | 1988                                   | 5048         | 22.     |

### Pływanie
Mężczyźni
| Zawodnik      | Konkurencja    | Eliminacje | Eliminacje | Półfinał | Półfinał | Finał | Finał   |
| Zawodnik      | Konkurencja    | Czas       | Miejsce    | Czas     | Miejsce  | Czas  | Miejsce |
| ------------- | -------------- | ---------- | ---------- | -------- | -------- | ----- | ------- |
| Martin Verner | 100m dowolnym  | 49,49      | 23.        |          |          |       |         |
| Jan Micka     | 1500m dowolnym | 15:29,34   | 24.        |          |          |       |         |

Kobiety
| Zawodniczka         | Konkurencja      | Eliminacje | Eliminacje | Półfinał | Półfinał | Finał     | Finał   |
| Zawodniczka         | Konkurencja      | Czas       | Miejsce    | Czas     | Miejsce  | Czas      | Miejsce |
| ------------------- | ---------------- | ---------- | ---------- | -------- | -------- | --------- | ------- |
| Petra Chocová       | 100m klasycznym  | 1:08,559   | 24.        |          |          |           |         |
| Martina Moravčíková | 200m klasycznym  | 2:28,54    | 26.        |          |          |           |         |
| Jana Pechanová      | 10 km            |            |            |          |          | 1:58:52,8 | 9.      |
| Simona Baumrtová    | 100m grzbietowym | 59,99      | 10.        | 1:00,02  | 10.      |           |         |
| Simona Baumrtová    | 200m grzbietowym | 2:10,03    | 12.        | 2:10,18  | 14.      |           |         |
| Barbora Závadová    | 200m zmiennym    | 2:17,54    | 32.        |          |          |           |         |
| Barbora Závadová    | 400m zmiennym    | 4:41,84    | 15.        |          |          |           |         |

### Pływanie synchroniczne
| Zawodnik                        | Konkurencja | Eliminacje                    | Eliminacje                    | Eliminacje                 | Eliminacje                 | Eliminacje         | Eliminacje         | Finał  | Finał   |
| Zawodnik                        | Konkurencja | Eliminacje – runda techniczna | Eliminacje – runda techniczna | Eliminacje – runda dowolna | Eliminacje – runda dowolna | Eliminacje – Razem | Eliminacje – Razem | Finał  | Finał   |
| Zawodnik                        | Konkurencja | Punkty                        | Miejsce                       | Punkty                     | Miejsce                    | Punkty             | Miejsce            | Punkty | Miejsce |
| Soňa Bernardová Alžběta Dufková | Duety       | 85,800                        | 14.                           | 86,040                     | 14.                        | 171,840            | 14.                |        |         |

### Podnoszenie ciężarów
Mężczyźni
| Zawodnik   | Konkurencja | Rwanie | Rwanie  | Podrzut | Podrzut | Razem  | Pozycja |
| Zawodnik   | Konkurencja | Wynik  | Pozycja | Wynik   | Pozycja | Razem  | Pozycja |
| ---------- | ----------- | ------ | ------- | ------- | ------- | ------ | ------- |
| Jiří Orság | +105 kg     | 187 kg | 10.     | 239 kg  | 5.      | 426 kg | 7.      |

### Siatkówka

#### Siatkówka plażowa
Mężczyźni
| Zawodnik                  | Konkurencja | Faza grupowa                                           | Faza grupowa                                               | Faza grupowa                                   | Pozycja | 1/8              | Ćwierćfinały     | Półfinały        | Finał            | Finał   |
| Zawodnik                  | Konkurencja | Przeciwnik Wynik                                       | Przeciwnik Wynik                                           | Przeciwnik Wynik                               | Pozycja | Przeciwnik Wynik | Przeciwnik Wynik | Przeciwnik Wynik | Przeciwnik Wynik | Pozycja |
| ------------------------- | ----------- | ------------------------------------------------------ | ---------------------------------------------------------- | ---------------------------------------------- | ------- | ---------------- | ---------------- | ---------------- | ---------------- | ------- |
| Petr Beneš Přemysl Kubala | mężczyźni   | Adrián Gavira Pablo Herrera Allepuz 0:2 (23:25, 16-21) | Kentarō Asahi Katsuhiro Shiratori 2:1 (17:21, 21:12, 15:7) | Phil Dalhausser Todd Rogers 0:2 (13:21, 15:21) | 3       |                  |                  |                  |                  | 17.     |

Kobiety
| Zawodniczka                       | Konkurencja | Faza grupowa                                                 | Faza grupowa                                         | Faza grupowa                                           | Pozycja | Play-off drużyny z 3. miejsca                           | 1/8                                                    | Ćwierćfinały                                 | Półfinały        | Finał            | Finał   |
| Zawodniczka                       | Konkurencja | Przeciwnik Wynik                                             | Przeciwnik Wynik                                     | Przeciwnik Wynik                                       | Pozycja | Przeciwnik Wynik                                        | Przeciwnik Wynik                                       | Przeciwnik Wynik                             | Przeciwnik Wynik | Przeciwnik Wynik | Pozycja |
| --------------------------------- | ----------- | ------------------------------------------------------------ | ---------------------------------------------------- | ------------------------------------------------------ | ------- | ------------------------------------------------------- | ------------------------------------------------------ | -------------------------------------------- | ---------------- | ---------------- | ------- |
| Lenka Háječková Hana Klapalová    | kobiety     | Katrin Holtwick Ilka Semmler 0:2 (16:21, 18:21)              | Natacha Rigobert Elodie Li Yuk Lo 2:0 (21:10, 21:11) | Juliana Felisberta Larissa França 0:2 (12:21, 18:21)   | 3       | Madelein Meppelink Sophie van Gestel 0:2 (17:21, 17:21) |                                                        |                                              |                  |                  | 17.     |
| Kristýna Kolocová Markéta Sluková | kobiety     | Doris Schwaiger Stefanie Schwaiger 2:1 (10:21, 21:13, 15:13) | Misty May-Treanor Kerri Walsh 0:2 (14:21, 19:21)     | Natalie Cook Tamsin Hinchley 2:1 (21;16, 18:21, 15:11) | 2       |                                                         | Maria Antonelli Talita Antunes 2:1 (21:16, 20:22,15:9) | Jennifer Kessy April Ross 0:2 (23:25, 18:21) |                  |                  | 5.      |

### Strzelectwo
Mężczyźni
| Zawodnik         | Konkurencja | Kwalifikacje | Kwalifikacje | Finał | Finał   |
| Zawodnik         | Konkurencja | Wynik        | Pozycja      | Wynik | Pozycja |
| ---------------- | ----------- | ------------ | ------------ | ----- | ------- |
| Martin Podhráský | psp 60      | 583          | 7.           |       |         |
| Martin Strnad    | psp 60      | 580          | 9.           |       |         |
| Václav Haman     | Kpn 60      | 590          | 33.          |       |         |
| Václav Haman     | Kdw 3x40    | 1153         | 34.          |       |         |
| Václav Haman     | Kdw 60l     | 588          | 41.          |       |         |
| David Kostelecký | trap        | 120          | 14.          |       |         |
| Jiří Lipták      | trap        | 119          | 18.          |       |         |
| Jan Sychra       | skeet       | 120          | 6.           | 23    | 6.      |
| Jakub Tomeček    | skeet       | 117          | 19.          |       |         |

Kobiety
| Zawodnik        | Konkurencja | Kwalifikacje | Kwalifikacje | Finał | Finał   |
| Zawodnik        | Konkurencja | Wynik        | Pozycja      | Wynik | Pozycja |
| --------------- | ----------- | ------------ | ------------ | ----- | ------- |
| Lenka Marušková | ppn 60      | 385          | 7.           | 482,6 | 8.      |
| Lenka Marušková | psp 30+30   | 582          | 13.          |       |         |
| Kateřina Emmons | Kpn 40      | 397          | 8.           | 500,3 | 4.      |
| Adéla Sýkorová  | Kpn 40      | 392          | 31.          |       |         |
| Adéla Sýkorová  | Ksp 3x20    | 584          | 4.           | 683,0 | brąz    |
| Kateřina Emmons | Ksp 3x20    | 576          | 32.          |       |         |

### Tenis stołowy
| Zawodnik         | Konkurencja        | Eliminacje       | Runda 1                                                  | Runda 2                                              | Runda 3                                             | 1/8 finału       | Ćwierćfinały     | Półfinały        | Finał            | Finał   |
| Zawodnik         | Konkurencja        | Przeciwnik Wynik | Przeciwnik Wynik                                         | Przeciwnik Wynik                                     | Przeciwnik Wynik                                    | Przeciwnik Wynik | Przeciwnik Wynik | Przeciwnik Wynik | Przeciwnik Wynik | Pozycja |
| ---------------- | ------------------ | ---------------- | -------------------------------------------------------- | ---------------------------------------------------- | --------------------------------------------------- | ---------------- | ---------------- | ---------------- | ---------------- | ------- |
| Dana Hadačová    | gra pojedyncza (k) |                  | Miao Miao 2-4,br /> (8:11, 9;11, 11:6, 11:7, 7:11, 7:11) |                                                      |                                                     |                  |                  |                  |                  | 49.     |
| Iveta Vacenovská | gra pojedyncza (k) |                  |                                                          | Nanthana Komwong 4-1 (14:16, 11:6, 11:4, 11:5, 11:3) | Wu Jiaduo 2-4 (9:11, 13:15, 11:8, 8:11, 11:8, 5:11) |                  |                  |                  |                  | 17.     |

### Tenis ziemny
Kobiety
| Zawodnik                         | Konkurencja | 1/32                        | 1/16                                | 1/8                     | Ćwierćfinały                    | Półfinały                       | Finał                            | Finał         |
| Zawodnik                         | Konkurencja | Przeciwnik Wynik            | Przeciwnik Wynik                    | Przeciwnik Wynik        | Przeciwnik Wynik                | Przeciwnik Wynik                | Przeciwnik Wynik                 | Pozycja       |
| -------------------------------- | ----------- | --------------------------- | ----------------------------------- | ----------------------- | ------------------------------- | ------------------------------- | -------------------------------- | ------------- |
| Petra Cetkovská                  | singel      | A. Kerber 1:6, 0:3, krecz   | → Nie awansowała                    | → Nie awansowała        | → Nie awansowała                | → Nie awansowała                | → Nie awansowała                 | Miejsca 33-64 |
| Klára Zakopalová                 | singel      | F. Schiavone 3:6, 6:3, 4:6  | → Nie awansowała                    | → Nie awansowała        | → Nie awansowała                | → Nie awansowała                | → Nie awansowała                 | Miejsca 33-64 |
| Lucie Šafářová                   | singel      | L. Robson 6:7(4), 4:6       | → Nie awansowała                    | → Nie awansowała        | → Nie awansowała                | → Nie awansowała                | → Nie awansowała                 | Miejsca 33-64 |
| Petra Kvitová                    | singel      | K. Bondarenko 6:4, 5:7, 6:4 | Peng S. 7:5, 2:6, 6:1               | F. Pennetta 6:3, 6:0    | M. Kirilenko 6:7(3), 3:6        | → Nie awansowała                | → Nie awansowała                 | Miejsca 5-8   |
| Andrea Hlaváčková Lucie Hradecká | debel       |                             | T. Babos Á. Szávay 6:1, 6:7(5), 6:2 | Li N. Zhang S. 6:3, 6:1 | Chuang C-j. Hsieh S-w. 6:3, 6:4 | L. Huber L. Raymond 6:1, 7:6(2) | S. Williams V. Williams 4:6, 4:6 | srebro        |

Mężczyźni
| Zawodnik                     | Konkurencja | 1/32                   | 1/16                                   | 1/8                               | Ćwierćfinały     | Półfinały        | Finał            | Finał         |
| Zawodnik                     | Konkurencja | Przeciwnik Wynik       | Przeciwnik Wynik                       | Przeciwnik Wynik                  | Przeciwnik Wynik | Przeciwnik Wynik | Przeciwnik Wynik | Pozycja       |
| ---------------------------- | ----------- | ---------------------- | -------------------------------------- | --------------------------------- | ---------------- | ---------------- | ---------------- | ------------- |
| Radek Štěpánek               | singel      | N. Dawydienko 4:6, 3:6 | → Nie awansował                        | → Nie awansował                   | → Nie awansował  | → Nie awansował  | → Nie awansował  | Miejsca 33-64 |
| Tomáš Berdych                | singel      | S. Darcis 4:6, 4:6     | → Nie awansował                        | → Nie awansował                   | → Nie awansował  | → Nie awansował  | → Nie awansował  | Miejsca 33-64 |
| Radek Štěpánek Tomáš Berdych | debel       |                        | D. Bracciali A. Seppi 4:6, 7:6(5), 6:4 | M. Melo B. Soares 6:1, 4:6, 22:24 | → Nie awansowali | → Nie awansowali | → Nie awansowali | Miejsca 9-16  |

Gra mieszana
| Zawodnicy                     | Konkurencja | 1/32             | 1/16             | 1/8                                   | Ćwierćfinał      | Półfinał         | Finał            | Finał        |
| Zawodnicy                     | Konkurencja | Przeciwnik Wynik | Przeciwnik Wynik | Przeciwnik Wynik                      | Przeciwnik Wynik | Przeciwnik Wynik | Przeciwnik Wynik | Pozycja      |
| ----------------------------- | ----------- | ---------------- | ---------------- | ------------------------------------- | ---------------- | ---------------- | ---------------- | ------------ |
| Lucie Hradecká Radek Štěpánek | mikst       |                  |                  | L. Robson A. Murray 5:7, 7:6(7), 7-10 | → Nie awansowali | → Nie awansowali | → Nie awansowali | Miejsca 9-16 |

### Triathlon
| Zawodnik         | Konkurencja | Pływanie (1,5 km) | Zmiana 1 | Jazda na rowerze (40 km) | Zmiana 2 | Bieg (10 km) | Czas    | Pozycja |
| ---------------- | ----------- | ----------------- | -------- | ------------------------ | -------- | ------------ | ------- | ------- |
| Jan Čelůstka     | mężczyźni   | 17;25             |          | 58:49                    |          | 32:54        | 1:50:17 | 30.     |
| Přemysl Švarc    | mężczyźni   | 18:08             |          | 59:37                    |          | 33:13        | 1:52:08 | 45.     |
| Vendula Frintová | kobiety     | 20:12             |          | 1:05:59                  |          | 35:57        | 2:02:08 | 15.     |
| Radka Vodičková  | kobiety     | 19:59             |          | 1:06:14                  |          | 36:21        | 2:02:34 | 20.     |

### Wioślarstwo
Mężczyźni
| Zawodnik                                                  | Konkurencja | Eliminacje | Eliminacje | Repesaż | Repesaż | Ćwierćfinały | Ćwierćfinały | Półfinały C/D | Półfinały C/D | Półfinały A/B | Półfinały A/B | Finał C/D | Finał C/D | Finał A/B | Finał A/B | Miejsce |
| Zawodnik                                                  | Konkurencja | Czas       | M.         | Czas    | M.      | Czas         | M.           | Czas          | M.            | Czas          | M.            | Czas      | M.        | Czas      | M.        | Miejsce |
| --------------------------------------------------------- | ----------- | ---------- | ---------- | ------- | ------- | ------------ | ------------ | ------------- | ------------- | ------------- | ------------- | --------- | --------- | --------- | --------- | ------- |
| Ondřej Synek                                              | M1x         | 6:53,23    | 1.         |         |         | 6:53,32      | 1.           |               |               | 7:16,58       | 1.            |           |           | 6:59,37   | 2.(A)     | srebro  |
| Milan Bruncvík Michal Horváth Matyáš Klang Jakub Podrazil | M4-         | 5:54,37    | 4.         | 6:04,56 | 4.      |              |              |               |               |               |               |           |           |           |           | 13.     |
| Jan Vetešník Ondřej Vetešník Jiří Kopáč Miroslav Vraštil  | LM4-        | 5:52,69    | 4.         | 6:02,23 | 3.      |              |              |               |               | 6:05,06       | 6.            |           |           | 6:11,49   | 5.(B)     | 11.     |

Kobiety
| Zawodnik                      | Konkurencja | Eliminacje | Eliminacje | Repesaż | Repesaż | Ćwierćfinały | Ćwierćfinały | Półfinały C/D | Półfinały C/D | Półfinały A/B | Półfinały A/B | Finał C/D | Finał C/D | Finał A/B | Finał A/B | Miejsce |
| Zawodnik                      | Konkurencja | Czas       | M.         | Czas    | M.      | Czas         | M.           | Czas          | M.            | Czas          | M.            | Czas      | M.        | Czas      | M.        | Miejsce |
| ----------------------------- | ----------- | ---------- | ---------- | ------- | ------- | ------------ | ------------ | ------------- | ------------- | ------------- | ------------- | --------- | --------- | --------- | --------- | ------- |
| Miroslava Knapková            | W1x         | 7:24,17    | 1.         |         |         | 7:35,35      | 1.           |               |               | 7:42,57       | 1.            |           |           | 7:54,37   | 1.(A)     | złoto   |
| Lenka Antošová Jitka Antošová | W2x         | 7:05,05    | 5.         | 7:11,68 | 3.      |              |              |               |               |               |               |           |           | 7:24,93   | 1.(B)     | 7.      |

### Zapasy
Mężczyźni – styl klasyczny
| Zawodnik   | Konkurencja | Kwalifikacje     | 1/8                | Ćwierćfinał      | Półfinał         | Repesaż 1        | Repesaż 2        | Finał            | Finał   |
| Zawodnik   | Konkurencja | Przeciwnik Wynik | Przeciwnik Wynik   | Przeciwnik Wynik | Przeciwnik Wynik | Przeciwnik Wynik | Przeciwnik Wynik | Przeciwnik Wynik | Pozycja |
| ---------- | ----------- | ---------------- | ------------------ | ---------------- | ---------------- | ---------------- | ---------------- | ---------------- | ------- |
| David Vála | −96 kg      |                  | Yunior Estrada 1-2 |                  |                  |                  |                  |                  | 12.     |

### Żeglarstwo
Kobiety
| Zawodnik          | Konkurencja  | Wyścig | Wyścig | Wyścig | Wyścig | Wyścig | Wyścig | Wyścig | Wyścig | Wyścig | Wyścig | Wyścig | Punkty | Finałowa pozycja |
| Zawodnik          | Konkurencja  | 1      | 2      | 3      | 4      | 5      | 6      | 7      | 8      | 9      | 10     | M*     | Punkty | Finałowa pozycja |
| ----------------- | ------------ | ------ | ------ | ------ | ------ | ------ | ------ | ------ | ------ | ------ | ------ | ------ | ------ | ---------------- |
| Veronika Fenclová | Laser Radial | 23     | 4      | 7      | 6      | 21     | 2      | 17     | 6      | 12     | 12     | 18     | 105    | 9.               |

Mężczyźni
| Zawodnik      | Konkurencja | Wyścig | Wyścig | Wyścig | Wyścig | Wyścig | Wyścig | Wyścig | Wyścig | Wyścig | Wyścig | Wyścig | Punkty | Finałowa pozycja |
| Zawodnik      | Konkurencja | 1      | 2      | 3      | 4      | 5      | 6      | 7      | 8      | 9      | 10     | M*     | Punkty | Finałowa pozycja |
| ------------- | ----------- | ------ | ------ | ------ | ------ | ------ | ------ | ------ | ------ | ------ | ------ | ------ | ------ | ---------------- |
| Karel Lavický | RS:X        | 30     | 29     | 32     | 34     | 39     | 34     | 36     | 31     | 39     | 31     |        | 296    | 30.              |
| Viktor Teplý  | Laser       | 29     | 27     | 31     | 34     | 32     | 25     | 11     | 34     | 37     | 11     |        | 234    | 28.              |
| Mike Maier    | Finn        | 19     | 18     | 21     | 10     | 18     | 23     | 18     | 20     | 23     | 15     |        | 162    | 21.              |

M = Wyścig medalowy